# جيمس غودال
جيمس غودال (بالإنجليزية: James Goodale)‏ هو محامي أمريكي، ولد في 27 يوليو 1933 في كامبريدج في الولايات المتحدة.